# Charo Heras
María del Rosario Heras Celemín, también conocida como Charo Heras, (Zamora, 1950) es una científica, investigadora y física española, una de las pioneras en investigar sobre energías renovables y eficiencia energética en la edificación. Entre 2009 y 2013 fue presidenta de la Real Sociedad Española de Física, ha recibido premios por su labor académica e investigadora, y desde mayo de 2020 es investigadora emérita del Centro de Investigaciones Energéticas, Medio Ambientales y Tecnológicas (CIEMAT).

## Trayectoria
Heras se licenció en Ciencias Físicas en 1975 en la Facultad de Ciencias Físicas (Universidad Complutense de Madrid), al año siguiente comenzó a trabajar como profesora en esa misma facultad, en el Departamento de Termodinámica. Simultáneamente prosiguió su formación como investigadora en el campo de los captadores de energía solar para su utilización en el agua caliente sanitaria que se utiliza en los edificios. Leyó su tesis, Investigación básica de superficies selectivas para la conversión fototérmica de la energía solar,en 1981, siendo una de las pioneras en España sobre la temática del colector solar integrado en las instalaciones de los edificios como generador térmico. Entre 1976 y 1986 fue profesora en la Universidad Complutense de Madrid y de 1986 al año 2020 investigadora en el CIEMAT, fue jefa de la Unidad de Eficiencia Energética en Edificación del CIEMAT, y desde mayo de 2020 es investigadora emérita del Centro de Investigaciones Energéticas, Medio Ambientales y Tecnológicas (CIEMAT).
Heras colaboró e impulsó grupos y proyectos de investigación. Participó como investigadora en 1993 en el grupo de energía solar de la Escuela Técnica Superior de Ingenieros Industriales de la Universidad Politécnica de Madrid. Entre 1986 y 1995 fue la representante española en Solar Energy in Building, el primer año, en 1986 fue la única mujer representante entre los 12 países europeos que participaron. Como jefa de la Unidad de Eficiencia Energética en Edificación del CIEMAT impulsó proyectos de investigación para mejorar el comportamiento energético de los edificios en dos ejes, reduciendo el consumo con la mejora de los diseños pasivos en los edificios y cambiando los sistemas de generación energética fósil por sistemas de energías renovables como la solar. Así, entre otros muchos edificios y proyectos, participó en el proyecto PSE–Arfrisol con un edificio prototipo en el que se hace seguimiento de la eficiencia energética que se logra con cada una de las instalaciones solares incorporadas.
Heras fue presidenta de la Real Sociedad Española de Física entre los años 2009 y 2013 y ha sido reconocida con diferentes premios por su trayectoria profesional. En el año 2013 asistió al encuentro organizado por la Consejería de Cultura de la Junta de Castilla y León en el Museo de Arte Contemporáneo de Castilla y León (MUSAC) como protagonista galardonada con el Premio Castilla y León de Protección del Medio Ambiente de ese año. El premio reconoce el trabajo de Heras como pionera e impulsora en España de las primeras investigaciones fototérmicas que contribuyeron al desarrollo de la tecnología de los colectores solares, integrados en las instalaciones térmicas de edificios, en los que se monitoriza los aportes energéticos en usos reales, con el objetivo de lograr edificios, barrios y entornos urbanos más respetuosos con el entorno medio ambiental. Ese mismo año, Heras fue reconocida con el premio ICAL al compromiso humano, en 2011 con el premio Mujer top 100 en la categoría de académicas e investigadoras, y en 2020 con el premio eWoman por su trayectoria profesional.
Entre las iniciativas promovidas por Heras para difundir las energías renovables en la sociedad, fundó junto a 11 patronos en 2010 la Fundación Renovables. Asumió cargos de responsabilidad en instituciones como la Real Sociedad Española de Física de la que fue presidenta entre los años 2009 y 2013.

## Publicaciones seleccionadas
- 1982 Investigación básica de superficies selectivas para la conversión fototérmica de la energía solar[4]
- 2008  Fuentes de energía para el futuro. Libro publicado por el Ministerio de Educación y Ciencia. Varios autores.[10]
- 2016 Smart Cities y eficiencia energética. Vértices: la revista del CIEMAT, ISSN: 1887-1461, N.º 25, págs. 4-6[11]

## Reconocimientos
- 2013 Premio Castilla y León de Protección del Medio Ambiente.[8][9]
- 2011 Mujer top 100 en la categoría Académicas e Investigadoras
- 2013 Premio ICAL al compromiso humano
- 2020 Premio eWoman a la Trayectoria Profesional.[2]